# Повуа-ди-Санту-Адриан
Повуа-ди-Санту-Адриан (порт. Póvoa de Santo Adrião) — район (фрегезия) в Португалии, входит в округ Лиссабон. Является составной частью муниципалитета Одивелаш. Находится в составе крупной городской агломерации Большой Лиссабон. По старому административному делению входил в провинцию Эштремадура. Входит в экономико-статистический субрегион Большой Лиссабон, который входит в Лиссабонский регион. Население составляет 14 704 человека на 2001 год. Занимает площадь 0,78 км².
Покровителем района считается Санту-Адриан (порт. Santo Adrião).

## Демография
| Численность населения муниципалитета по годам | Численность населения муниципалитета по годам |
| --------------------------------------------- | --------------------------------------------- |
| 1991                                          | 2001                                          |
| 14 361                                        | 14 704                                        |